# Natación adaptada
La natación adaptada es un deporte practicado por atletas con discapacidad física, visual e intelectual. El deporte es regulado directamente por el Comité Paralímpico Internacional. Las reglas del deporte están adaptadas de las reglas establecidas por la Federación Internacional de Natación (FINA). La mayoría de las reglas son compartidas. Las diferencias más significativas se relacionan con la posición de partida y aquellas relacionadas con nadadores con impedimentos visuales. Hay tres grandes grupos clasificatorios: S1-S10 para nadadores con discapacidades físicas; S11-S13 para nadadores con discapacidades visuales; y S14 para nadadores con discapacidades de aprendizaje. Los eventos son sustancialmente los mismos que en la natación convencional: 50, 100 y 400 metros, en los estilos libre, pecho, espalda y mariposa, con eventos de estilos combinados (medley), en pruebas individuales y en postas, separadas para mujeres y varones.

## Historia
La natación competitiva adaptada para hombres con discapacidades comenzó a practicarse en los Juegos de Stoke Mandeville de 1953. Tres años después integró el programa de los primeros Juegos Paralímpicos celebrados en Roma 1960, siendo solo quince los países que enviaron equipos de natación. El equipo italiano resultó ganador con once medallas de oro, mientras que los nadadores argentinos Juan Sznitowski (50 m espalda 5) y Beatriz Perazzo (50 m libre 3) fueron los primeros deportistas de habla hispana en ganar una medalla de oro paralímpica en natación.
En Roma 1960 se usó una clasificación de cinco grados (1 a 5), ordenado del mayor grado de discapacidad al menor grado, distinguiendo en cada una de las clases si se trataba de nadadores con lesiones completas o incompletas, totalizando diez clases, todas referidas a personas con discapacidades físicas.
En los Juegos Paralímpicos de Nueva York y Stoke Mandevile 1984 la natación, limitada hasta ese momento a nadadores paralíticos y amputados, incluyó también eventos para nadadores ciegos y con parálisis cerebral, impulsados por las respectivas organizaciones deportivas recién fundadas, la Federación Internacional de Deportes para Ciegos (BISFed) y la Asociación Internacional para la Recreación y el Deporte de las Personas con Parálisis Cerebral (CPISRA). El historiador Steve Bailey critica la rigidez y falta de imaginación de los organizadores de aquellos juegos, al establecer las competencias de natación separando completamente a los tres grupos.
En 1994 el Comité Olímpico Internacional (IPC) comenzó a organizar cada cuatro años los Campeonatos del Mundo de Natación IPC. En 2009 el IPC organizó un Campeonato del Mundo de Natación exclusivamente para distancias de 25 metros. En resumen La natación se consideró como deporte paralímpico en Roma del año 1960, los que lo practican tienen que llevar una vida estable para que no sufran en el agua lesiones o problemas que podrían tener para algunos movimientos.

## Clasificación
Los nadadores son clasificados funcionalmente con el fin de que las competencias se realicen entre personas en condiciones equivalentes. Existen tres grandes grupos de clasificación: discapacidades físicas, discapacidades visuales y discapacidades mentales.
- Categorías 1-10 (discapacidades físicas). Las personas con discapacidades físicas son clasificados en diez grupos numerados, correspondiendo el 1 a quienes tienen mayor grado de discapacidad y 10 a quienes tienen menor grado. Las discapacidades físicas incluyen una variedad de afecciones muy diversas, desde la pérdida de uno o varios miembros, por causas congénitas o no, parálisis cerebral, lesiones en la médula espinal, enanismo y discapacidades que impiden el uso de articulaciones.[4]

- Categorías 11-13 (discapacidades visuales). Las personas con discapacidades visuales compiten en tres categorías: 11, 12 y 13. La categoría 11 corresponde a quienes han perdido completamente la visión. Las categorías 12 y 13 corresponde a personas que tienen severa pérdida de visión, pero no la han perdido completamente.[4] Los nadadores de la categoría 11 deben competir con antifaces a fin de evitar que quienes puedan percibir luminosidades tengan ventaja deportiva.[5]

- Categoría 14 (discapacidades intelectuales). Las personas con discapacidades intelectuales compiten en la categoría 14.[4]

Las categorías son asignadas según el estilo de natación, razón por la cual se asigna una letra a cada categoría: la letra "S" sola (de "swimming") corresponde a los estilos libre, espalda y mariposa, mientras que las letras "SB" corresponden al estilo pecho y las letras "SM" corresponden a las pruebas con estilos combinados (medley).

## Reglas especiales
- Las plataformas para la salida deben tener asideros en la parte frontal y a los costados para impulsarse en la salida.
- Hay reglas especiales para plataformas de salida dentro del agua en el estilo espalda.
- Para los nadadores con impedimentos auditivos, la salida debe ser avisada mediante un mecanismo con luz estroboscópica.
- Los nadadores con impedimentos visuales deben utilizar un asistente que les indique con un tanteador la proximidad al extremo de la piscina.
- No se puede ingresar a la piscina con ningún tipo de prótesis o dispositivo.

## Medallero paralímpico
Los cinco países con mayor cantidad de medallas en natación entre 1996 y 2012 (incluido) son:
| País           |    |    |    | Total |
| -------------- | -- | -- | -- | ----- |
| Estados Unidos | 78 | 61 | 65 | 204   |
| Australia      | 74 | 52 | 59 | 185   |
| China          | 72 | 59 | 52 | 184   |
| Reino Unido    | 65 | 89 | 88 | 242   |
| España         | 61 | 66 | 63 | 190   |
| Fuente: IPC.   |    |    |    |       |